# حزب الرفاه (موريتانيا)
حزب الرفاه هو حزب سياسي في موريتانيا بقيادة محمد ولد فال.

## التاريخ
فاز الحزب بثلاثة مقاعد في انتخابات 2013 البرلمانية.